# Falah Al-Majidi
Falah Al-Majidi (Kuwait; 13 de noviembre de 1970) es un exfutbolista de Kuwait que jugaba en la posición de guardameta.

## Carrera

### Club
| Periodo   | Club        |
| --------- | ----------- |
| 1989–2003 | Al Jahra SC |
| 2003–2006 | Al Arabi    |
| 2006–2008 | Khaitan SC  |

### Selección nacional
Jugó para Kuwait en 21 ocasiones de 1992 a 2000, participó en dos ediciones de la Copa Asiática, en los Juegos Olímpicos de Barcelona 1992 y en los Juegos Asiáticos de 1994.

## Logros
- Liga Premier de Kuwait:

1990
- Copa del Emir de Kuwait:

2004–05, 2005–06, 2007–08
- Copa de Clubes Campeones del Golfo:

2003